# ハグロソウ
ハグロソウ（葉黒草、学名: Peristrophe japonica）は、キツネノマゴ科ハグロソウ属の多年草。

## 特徴
茎には鈍い稜があって直立し、高さは20-50cmになり、上部で枝をまばらに分け、節間は基部がややふくらみ、短毛が散生する。葉は対生し、葉身は狭卵形、卵状長楕円形または広披針形で、長さ2-10cm、幅1-2.5cm、先端は鈍頭、縁は全縁、基部は鋭形で長さ2-10mmの葉柄になる。葉の表面は暗緑色、両面の葉脈上に短毛が生えるか無毛。両面に小さな線状の鍾乳体がある。
花期は9-10月。花は淡紅紫色。枝先および上部の葉腋に長さ5-15mmになる花枝をだし、花が2-3個入った葉状の総苞がつき、ふつうそのうち1個の花が発達する。2枚の苞のうち、大きい1枚は卵形で、長さ1.3-2cm、幅0.7-1.3cm、小さい1枚は卵状長楕円形で、長さ1-1.5cm、幅4-8mm、縁と裏面脈上に短毛が生える。総苞内にある小苞は2枚あり、ごく小さく、長さ1mmになり、披針形でとがる。萼は長さ4-5mmあり、ふぞろいに5中裂し、裂片は線状披針形で細くとがる。花冠には細い筒部があり、長さ2cmになり、180度ねじれて反転して上下が逆となり、うち筒部は長さ14mmになって、先は2裂する。上唇はやや細く、先は3浅裂し、反り返り、下唇は楕円形で上唇より幅が広く、前に垂れ、上唇、下唇ともに外側に軟毛が散生する。雄蕊は2個あり、花糸は糸状になる。花柱は1個で糸状、細長く花外にでて、先はわずかに2裂する。果実は蒴果で長さ9-12mm、やや密に短毛が生える。種子は長さ3mmで、やや円形で多数の点状の突起がある。染色体数は2n=48。

## 分布と生育環境
日本では、本州の宮城県以南、四国、九州に分布し、山地の林内、林縁などの日陰、木陰に生育する。やや薄暗い林内でもふつうに生える。世界では、朝鮮半島南部、台湾、中国大陸（中部）に分布する。

## 名前の由来
和名ハグロソウは、「葉黒草」の意で、暗緑色の葉によるもので、牧野富太郎 (1940) は、「和名ハ蓋シ（けだし）其暗緑色葉ニ基キテノ葉黒草ノ意ナラン乎」と述べている。また、お歯黒に見立てた説、出羽三山の羽黒山から葉黒草になった説などがある。
種小名（種形容語）japonica は、「日本の」の意味。

## 分類
本種は、古くは、Dicliptera japonica (Thunb.) Makino (1903)のように、Dicliptera Juss. ヤンバルハグロソウ属 に含められていたが、蒴果の裂開の仕方や種子の飛び出し方の違いなどがあることから、Bremekamp (1943) の指摘と記載によって、Peristrophe Ness ハグロソウ属の所属に改められ、学名が、Peristrophe japonica (Thumb.) Bremek.に組み替えられた。
また、村田源・寺尾博 (1981) は、D. japonica のときも、九州および中国大陸に分布する、苞葉の縁に長い毛があるものを D. japonica var. japonica フチゲハグロソウと、苞葉の縁に長い毛がないものを D. japonica (Thunb.) Makino var. subrotunda Matsuda ハグロソウと区別していたことから、同様に苞葉の縁に長い毛がないものを Peristrophe japonica (Thunb.) Bremek. var. subrotunda (Matsuda) Murata et Teraoとした。変種名 subrotunda は、「やや円形の」の意味。なお、邑田仁 (2017)『改訂新版 日本の野生植物 5』および『新分類 牧野日本植物図鑑』(2017)では変種として区分しないで、広義 P. japonica として扱っている。

## ギャラリー

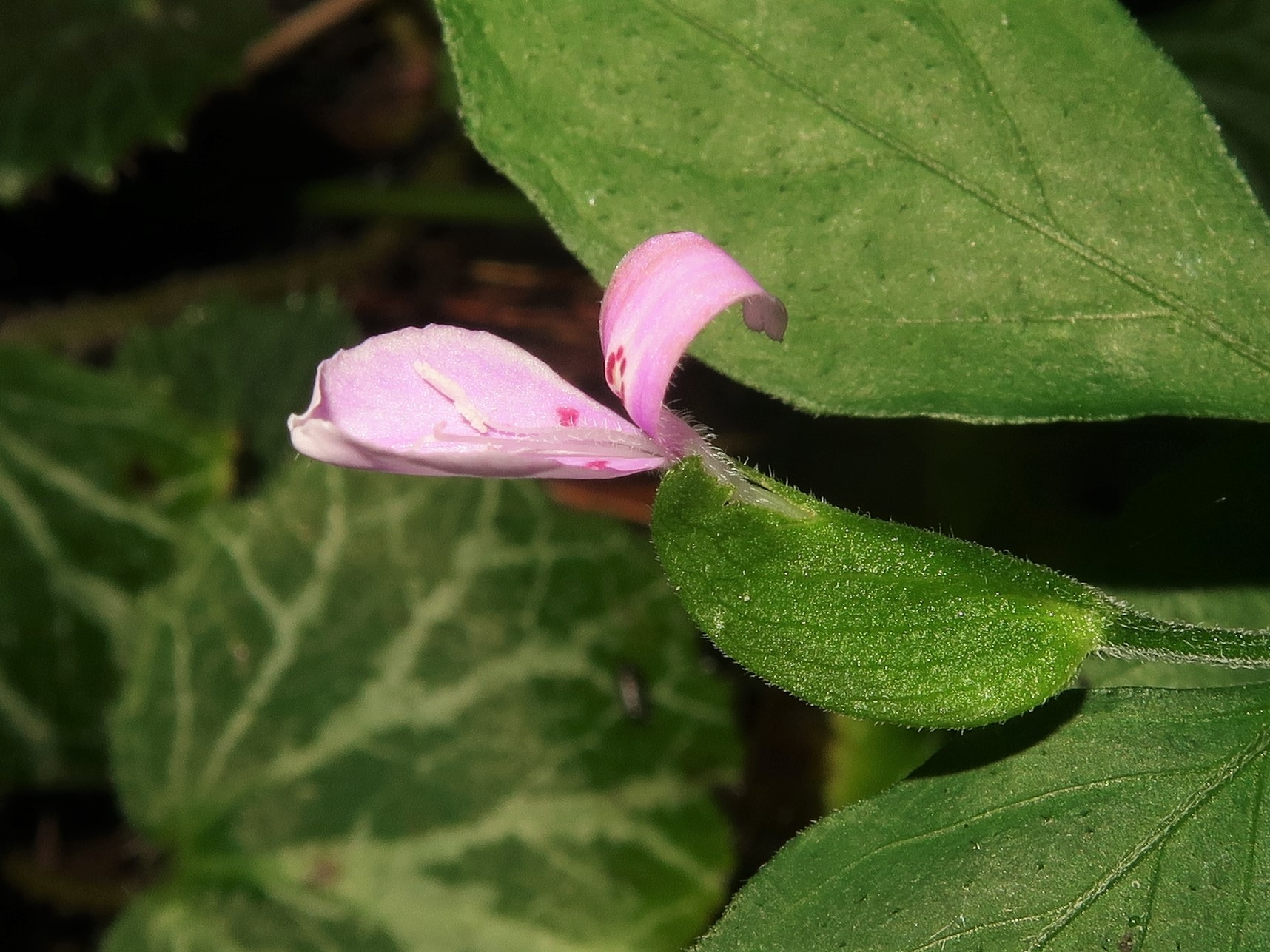
花冠は2裂し、上唇は先が3浅裂し、反り返り、下唇は上唇より幅が広く、前に垂れる。
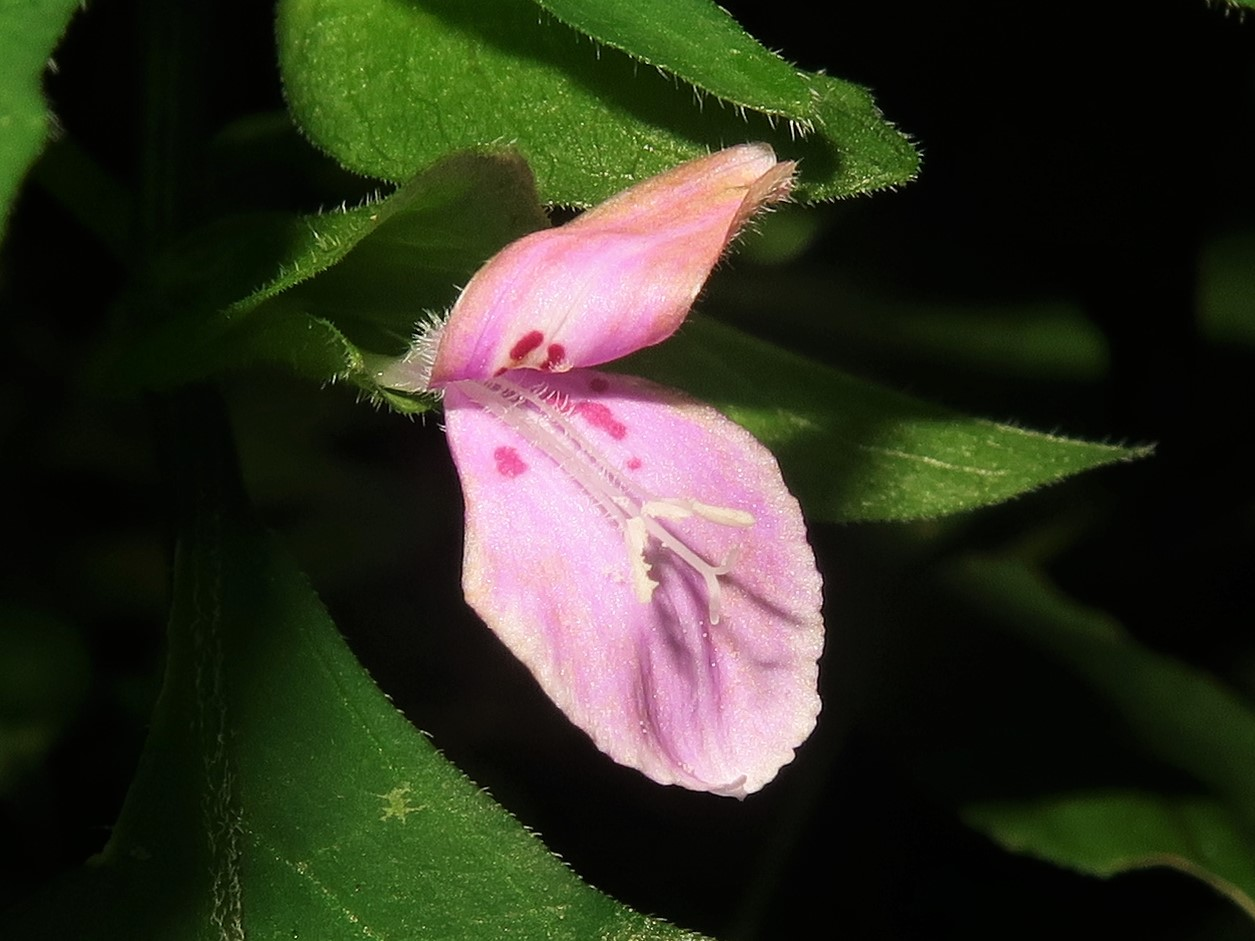
雄蕊は2個あり、花糸は糸状になる。花柱は1個で糸状、先はわずかに2裂する。
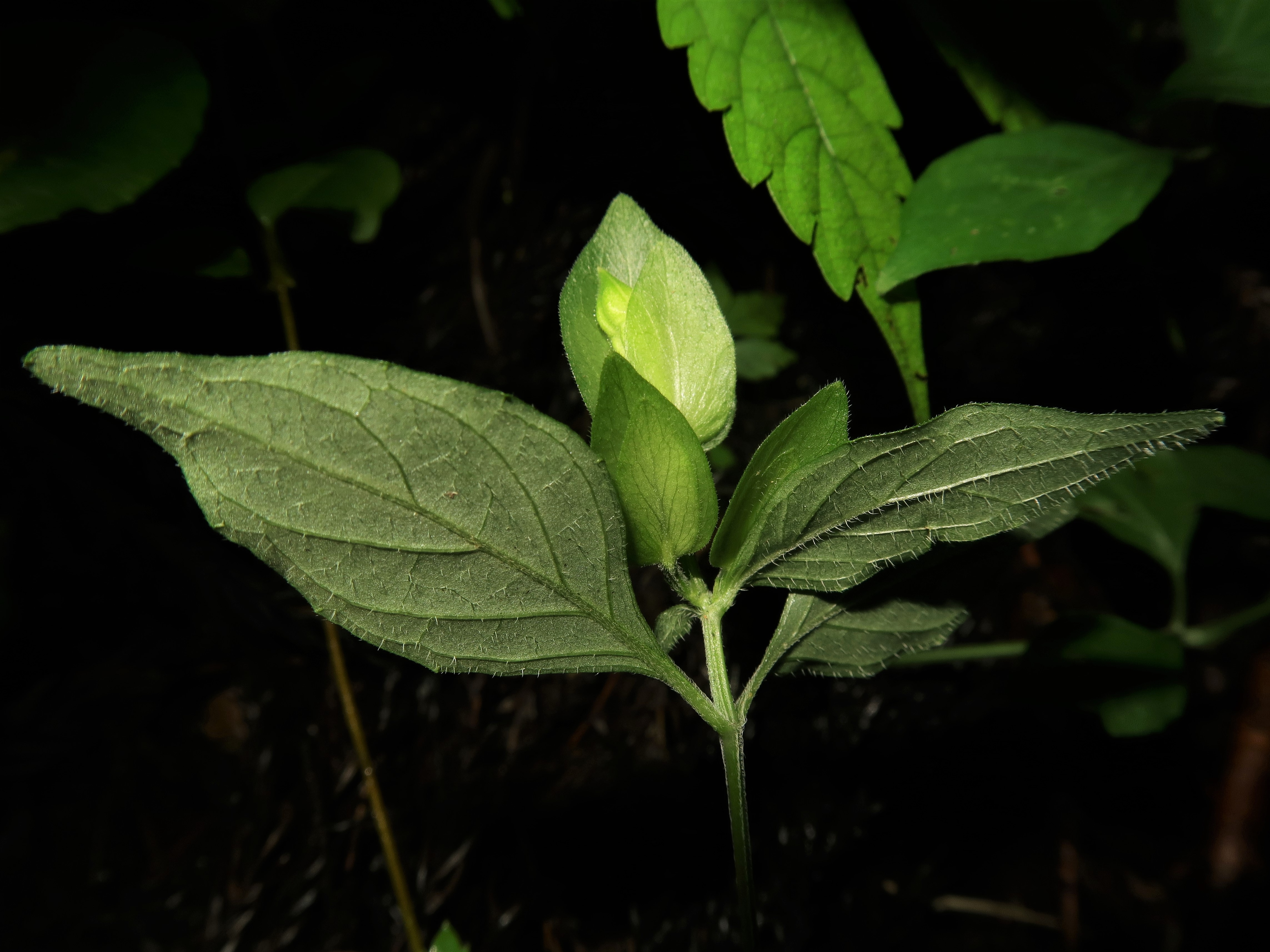
葉状の2枚の総苞は大きさが異なり、中に花（蕾）が入る。茎を持ち上げて撮影。
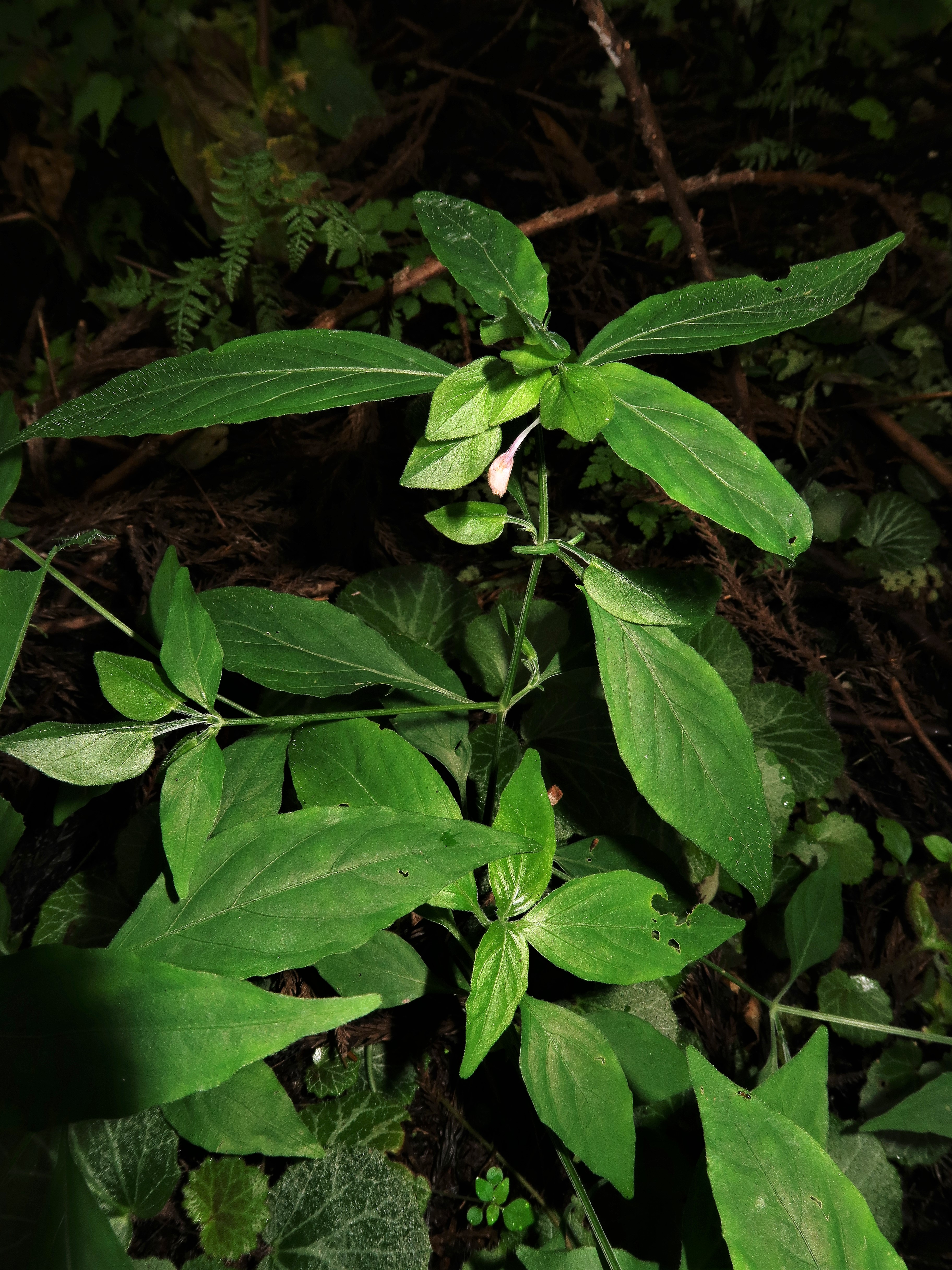
葉は暗緑色。茎に鈍い稜がある。

## 下位分類
- シロバナハグロソウ Peristrophe japonica (Thunb.) Bremek. f. albiflora (Hiyama) Yonek.[14] - 白花品種。